# Xã Perry, Quận Plymouth, Iowa
Xã Perry (tiếng Anh: Perry Township) là một xã thuộc quận Plymouth, tiểu bang Iowa, Hoa Kỳ. Năm 2010, dân số của xã này là 1.124 người.